# Éringes
Éringes település Franciaországban, Côte-d’Or megyében. Lakosainak száma 57 fő (2022. január 1.). Éringes Lucenay-le-Duc, Seigny, Bussy-le-Grand, Fresnes és Ménétreux-le-Pitois községekkel határos.

## Népesség
A település népességének változása:
| Lakosok száma | 99   | 82   | 70   | 66   | 77   | 79   | 68   | 61   | 59   | 57   |
|               | 1968 | 1982 | 1990 | 2006 | 2013 | 2015 | 2017 | 2019 | 2020 | 2022 |